# حزب دموکرات آزاد آلمان

نشان حزب دموکرات آزاد آلمان

حزب دموکرات آزاد حزبی سیاسی لیبرال بازار آزاد در آلمان است. این حزب عضوی از انترناسیونال لیبرال و حزب رفرم و لیبرال دموکرات اروپا است.
طرفداران حزب آزاد معمولاً از طبقهٔ متوسط و بالا تشکیل می‌شود که خود را «مستقل» می‌دانند و به نوعی ادامهٔ سنت لیبرالی در اروپا هستند. گرچه این حزب عموماً رای خیلی قوی ندارد و رای آن بین پنج تا دوازده درصد نوسان داشته است اما از بعد از جنگ جهانی دوم در اکثر دولت‌ها، یا در ائتلاف با اتحادیه دموکرات مسیحی یا در ائتلاف با حزب سوسیال دموکرات، حضور داشته است. این حزب از ۱۹۴۹ به این طرف همیشه در پارلمان فدرال آلمان، بوندستاگ، و بجز ۱۵ سال، همیشه در دولت‌های ائتلافی با احزاب دیگر حضور داشته است. در انتخابات پارلمانی سراسری سال ۲۰۱۳ این حزب برای اولین بار از زمان تأسیس به حد نصاب ۵٪ آرای سراسری دست نیافت و از راهیابی به پارلمان بازماند.